# Saint-Vincent-sur-Oust
Saint-Vincent-sur-Oust (en bretó Sant-Visant-an-Oust) és un municipi francès, situat a la regió de Bretanya, al departament d'Ar Mor-Bihan. L'any 2006 tenia 1.255 habitants. Limita amb els municipis de Bains-sur-Oust a Ille i Vilaine, Saint-Perreux, Saint-Jacut-les-Pins, Peillac i Glénac a Morbihan.

## Demografia
| 1962                                       | 1968 | 1975  | 1982  | 1990  | 1999  |
| ------------------------------------------ | ---- | ----- | ----- | ----- | ----- |
| 972                                        | 994  | 1.030 | 1.063 | 1.112 | 1.096 |
| Des de 1962: població sense dobles comptes |      |       |       |       |       |

## Administració
| Període | Identitat        | Partit        |
| ------- | ---------------- | ------------- |
| -1989   | Léandre Hervieux | Divers droite |
| 1989-   | Yvette Année     | Divers droite |